# Faraway...
Faraway... è un album del compositore cinese Jia Peng Fang. È stato pubblicato nel 2001 dalla Pacific Moon.

## Tracce
1. Firefly - 0:47
2. Sirius - 04:51
3. A Water Lily - 05:24
4. Back to Tokyo - 06:19
5. Erquan Yingyue - 06:09
6. Snow Line - 06:12
7. The Wind of Liudao - 05:12
8. He Nan Xiao Qu - 03:31
9. Huai Xiang Qu - 05:57
10. Pure - 02:20
11. Our House - 03:30